# Seznam obramboslovcev
Seznam obramboslovcev.

### B
Anton Bebler -

### C
Luka Cerjak -

### D
Jure Dokl
Rok Derenčin - Djukič Manuela

### G
Maja Garb -

### J
Janez Janša -
Ljubica Jelušič -
Kristina Jurca

### K
Jelko Kacin -
Erik Kopač -
Martin Krapež - 
Ingrid Kmetec - 
Roman Kolar -
 Renata Karamarkovič - Karmen Kralj - 
Vojka Kovačič

### M
Marjan Malešič -
Dragutin Mate -
Mišmaš Aleš -
Mijatović Milorad - 
Vasilije Maraš

### O
Obradović Bajat Mira

### P
Vladimir Prebilič -
Iztok Prezelj -

### S
Uroš Svete -
Simon Sajovic -
Viktor Sluga

### Š
Iztok Štefanič -
 Štritof Alenka